# Kan du vissla Johanna?
Kan du vissla Johanna? (Nederlands: Kun jij/je fluiten, Johanna?) is een Zweedse film die oorspronkelĳk op Sveriges Television werd uitgezonden. Dat gebeurde voor het eerst op 24 december 1994. Sindsdien wordt de film iedere kerst uitgezonden. De film is gebaseerd op het gelĳknamige boek uit 1992 van schrĳver Ulf Stark.
De titel is afkomstig van een nummer uit 1932 van Åke Söderblom en Sten Axelson.

## Verhaal
Het verhaal vindt plaats in de jaren 50. Berra, een zevenjarig jongetje, heeft als enige wens een grootvader in zĳn leven te hebben van wie hĳ kan houden, met wie hĳ koffie kan drinken en die hem kan leren fluiten. Zĳn vriend Ulf verwĳst hem naar het bejaardentehuis van hun woonplaats, alwaar hĳ een oude man genaamd Nils leert kennen die uiteindelĳk Berra's stiefgrootvader wordt.

## Cast
- Tobias Swärd als Bertil (Berra)
- Jimmy Sandin als Ulf
- Per Oscarsson als Nils
- Helena Kallenbäck als Tora
- Thomas Roos als meneer Gustavsson
- Gunilla Abrahamsson als leraar
- Gustav Levin als priester
- Mats Bergman als tabaksverkoper